# Kernera saxatilis
Kernera saxatilis és una herba perenne que fa de 10 a 35 cm d'alt, més o menys cespitosa, glabra o pubescent. Les fulles són enteres o poc dentades, els pètals són blancs de 2 a 4 mm i floreix de maig a juliol. Els fruits són silícules de 2 a 4 mm, ovoides o el·lipsoïdals, amb un nervi medial prominent en cada valva.